# Memmingerberg
Memmingerberg là một đô thị ở huyện Unterallgäu bang Bayern, Đức.